# Гейлі Вашингтон
Гейлі Мерідіан Вашингтон (англ. Haleigh Meridian Washington; 22 вересня 1995, Денвер, Колорадо) — американська волейболістка, центральна блокуюча. Чемпіонка і віцечемпіонка Олімпійських ігор. Переможниця Ліги націй і Панамериканського кубка.

## Особисте життя
У 2020 році Вашингтон розповіла про свою бісексуальність.

## Клуби
| Роки      | Клуби                          |
| --------- | ------------------------------ |
| 2018—2019 | «Мілленіум» (Брешія)           |
| 2019—2020 | «Унет Е-Ворк» (Бусто-Арсіціо)  |
| 2020—2022 | «Ігор Горгонзола» (Новара)     |
| 2022—2024 | «Савіно Дель Бене» (Скандіччі) |
| 2024—     | «Солт-Лейк»                    |

## Досягнення
У збірній
Олімпійські ігри
- Перше місце (1): 2021
- Друге місце (1): 2024

Ліга націй
- Перше місце (2): 2019, 2021

Кубок світу
- Друге місце (1): 2019

Панамериканський кубок
- Перше місце (1): 2018

У клубах
Кубок ЄКВ
- Перше місце (1): 2023

Ліга чемпіонів ЄКВ
- Півфінал (1): 2021

Чемпіонат Італії
- Друге місце (1): 2021
- Третє місце (1): 2022

Кубок Італії
- Друге місце (3): 2020, 2021, 2022

Особисті досягнення
- Ліга націй 2019: «Найкраща центральна блокувальниця»
- Літні Олімпійські ігри 2020: «Найкраща центральна блокувальниця»

## Статистика
Статистика виступів на Олімпійських іграх:
| Рік  | Турнір           | Ігри | Сети | Очки | Ср.  | Місце | Примітки |
| ---- | ---------------- | ---- | ---- | ---- | ---- | ----- | -------- |
| 2021 | Олімпійські ігри | 8    | 28   | 66   | 2,36 | 1     |          |
| 2024 | Олімпійські ігри | 6    | 24   | 47   | 1,96 | 2     |          |